# هواپیمایی یاس ایر

هواپیمایی یاس ایر یک شرکت هواپیمایی ایرانی است، که در سال ۱۳۸۷ به مرکزیت شهر تهران تأسیس شد. هم‌اکنون این شرکت با در اختیار داشتن تعدادی هواپیمای باری و بالگرد در ناوگان خود در زمینه خدمات بار هوایی به مقاصد داخلی و خارجی و همچنین خدمات بالگردی فعال می‌باشد.

## تاریخچه
شرکت هواپیمایی یاس ایر در گذشته با نام هواپیمایی پارس شناخته می‌شد در حوزه حمل بار هوایی فعال است.

## تحریم
دولت ایالات متحده آمریکا خط هوایی یاس ایر را در سال ۱۳۹۱ به بهانه فعالیت‌هایی نظامی و انتقال سلاح به سوریه جهت کمک به دولت تحت تحریم قرار داد. این خط هوایی متهم است که با رساندن کمک‌های ایران به دولت سوریه، این کشور را در مواجهه با ناآرامی‌های اخیر یاری کرده‌است.

## مقصدهای مهم بین‌المللی
دمشق، بیروت

## ناوگان
ناوگان یاس ایر شامل ۳ فروند ایلوشین ۷۶ با علامت ثبت EP-GOL و EP-GOM, EP-GOD (ساخت ۱۹۹۲ میلادی) و ۳ فروند آنتونف ۷۴ با علامت ثبت EP-GOK , EP-GOQ ,EP-GOX و تعدادی بالگرد [mi17] روسی میباشد این هواپیما و بالگرد ها پیش از این عموماً متعلق به سپاه پاسداران انقلاب بوده‌اند.